# Francisco Román Alarcón Suárez
Francisco Román Alarcón Suárez, conegut futbolísticament com a Isco, (Benalmádena, Màlaga, 21 d'abril de 1992) és un futbolista espanyol que juga com a migcampista ofensiu al Reial Betis. És internacional amb la selecció espanyola.
La seva posició en el camp és la de mitjapunta o segon davanter encara que també pot adaptar-se a jugar en ambdues bandes.

## Trajectòria esportiva
Va donar els seus primers passos en l'equip de la seva localitat, l'Atlético Benamiel Club de Fútbol, on es va començar a donar a conèixer destacant en nombrosos tornejos a nivell estatal, cosa que va valer perquè nombrosos clubs de primer nivell s`hi fixessin per complementar el seu planter. Però el més avançat va ser el València CF: es van anticipar i van aconseguir fer-se així amb un dels majors valors de les categories inferiors del futbol espanyol. A València, hi va arribar el 2006, amb 14 anys. Isco va debutar amb el primer equip en un partit de Copa del Rei, l'11 de novembre de 2010, contra el Logroñés en què el seu equip va guanyar per 4-1 i ell va marcar 2 gols.
La temporada 2011/12, va passar a ser nou jugador del Màlaga CF després que el Màlaga pagàs la clàusula de 6 milions d'euros El 2012 va ser guardonat amb el Premi Golden Boy, que és atorgat al millor futbolista mundial menor de 21 anys.
El dia 27 de juny de 2013, es va fer oficial el seu traspàs al Real Madrid CF per cinc temporades.

### Sevilla
El 7 d'agost de 2022, el Sevilla FC va anunciar que el club va arribar a un acord de principi per al fitxatge d'Isco, amb el jugador acceptant un contracte de dos anys. El 21 de desembre de 2022, Isco i Sevilla van acordar rescindir el seu contracte. El 22 de desembre, l'entrenador del Sevilla Jorge Sampaoli va dir que Isco "no va complir les expectatives del club".
A la finestra de mercat de gener, Isco va estar a punt de signar amb el club de la 1. Bundesliga Union Berlin. No obstant això, el 31 de gener de 2023, l'acord es va trencar, malgrat que el jugador havia passat les proves mèdiques, ja que el club alemany va afirmar que va fer noves demandes diferents de l'acord original. Tanmateix, els representants d'Isco també van afirmar que Union Berlin ha modificat el contracte el moment abans que Isco el signés, tant pel que fa a les condicions esportives com al salari.

### Betis
El 26 de juliol de 2023, Isco es va unir al Reial Betis amb un contracte d'un any. El 13 d'agost de 2023, durant la jornada inaugural de la Lliga, Isco va jugar el seu primer partit amb el Betis, enfrontant-se al Vila-real CF. Més tard, el 28 d'agost, va marcar el seu primer gol amb el Betis quan va jugar contra l'Athletic Club, cosa que va posar fi a una ratxa d'un any sense marcar. Tanmateix, malgrat el seu gol, el Betis va patir una derrota per 4-2 en el partit.

## Selecció estatal
El 15 de maig de 2012 va ser preseleccionat per anar a l'Eurocopa de 2012 amb la selecció espanyola.
El juliol del 2012 va ser convocat per la selecció espanyola de futbol per representar Espanya als Jocs Olímpics de Londres 2012, una competició en què el combinat espanyol va caure eliminat en la primera lligueta. Va formar part de l'equip sub-21 espanyol que va guanyar el Campionat d'Europa sub-21 el 2013 celebrat a Israel.

## Palmarès
Reial Madrid
- 5 Lligues de Campions: 2013–14, 2015–16,[16] 2016–17,[17] 2017-18, 2021–22
- 3 Supercopes d'Europa: 2014,[18][19][20] 2016,[21] 2017
- 4 Campionats del món de clubs: 2014,[22] 2016,[23] 2017,[24] 2018
- 3 Lligues espanyoles: 2016-17,[25] 2019-20, 2021-22
- 1 Copa del Rei: 2013-14
- 3 Supercopes d'Espanya: 2017,[26] 2019-20, 2021-22

Selecció espanyola
- 1 Campionat d'Europa sub-21: 2013[15]